# Gerhard Zeggert
Gerhard Zeggert (* 21. Oktober 1896 in Pasewalk; † 17. Juli 1977 in Konstanz) war ein deutscher Kirchenmusiker, Organist, Dirigent und Komponist.

## Leben
Gerhard Zeggert wurde als Sohn von Hermann Zeggert und dessen Frau Ernestine, geb. Dörwald geboren. Von 1911 bis 1915 erhielt er eine musikalische Grundausbildung bei dem örtlichen Kantor Herbert Mattheus. Dieser vermittelte ihm das Klavier-, Orgel- und Violinspiel. Nach dem Abschluss des Realgymnasiums studierte Zeggert in den Jahren 1915 und 1916 an der Königlichen Hochschule für Musik Berlin in der Orgelklasse Bernhard Irrgang und später am Akademischen Institut für Kirchenmusik. 1920 bestand er sowohl die Prüfung zum Organisten und Chordirigenten als auch zum Hochschuldozenten. Zudem studierte Zeggert Komposition bei Martin Grabert. In den Jahren 1920 bis 1922 war er in Berlin tätig. Dort arbeitete er am Elisabeth-Christinen-Lyzeum, bei der Staatskapelle und leitete einen Männerchor.
1922 siedelte Gerhard Zeggert nach Breslau über und nahm dort seine Arbeit als Kantor und erster Organist an der Königin-Luise-Gedächtniskirche auf. Ein Jahr später wirkte er als Nachfolger von Wolfgang Reimann an der Magdalenenkirche. Ab 1925 war er auch am Maria-Magdalenen-Gymnasium als Lehrer für Gesang, Geschichte und Musiktheorie angestellt. Von 1937 bis 1939 unterrichtete Zeggert zusätzlich am Hochschul-Seminar Bethanien und war Assistent bei Max Schneider am Institut für Kirchenmusik an der Schlesischen Friedrich-Wilhelm-Universität.
Im Jahre 1924 heiratete Gerhard Zeggert Antonie Lehmann, die er bereits in Berlin kennengelernt hatte. Sie verfügte ebenfalls über eine Musikausbildung. Sie spielte Klavier und Cembalo. Später trat sie manchmal in den von ihrem Mann veranstalteten Konzerten auf. Ab 1924 war Zeggert Mitglied der Staatlichen Prüfungskommission, die Bewerber zum Beruf des Kantors, des privaten Musiklehrers, des Stadtratsmitglieds im Bereich der Musik zuließ. Ab 1927 war er auch in der Prüfungskommission, die zum Beruf des Musiklehrers in Hochschulseminaren für Lehrer berechtigte. Am 31. Oktober 1942 erlangte Zeggert den Titel des Kirchenmusikdirektors. Des Weiteren wurde er in das Amt des Sachverständigen des Schlesischen Evangelischen Konsistoriums berufen.
In Breslau wurden Orgeln nach Zeggerts Entwürfen erbaut oder umgebaut: Im Jahr 1924 entstand die Disposition der neuen 72-registrigen Orgel für die Altlutherische St.-Katharina-Kirche; im Jahre 1930 wurde die neue Orgel in der St.-Christophori-Kirche mit 25 Registern gebaut; im Jahre 1931 entstand die anschließend umgesetzte Idee, die Orgel in der Neuen Synagoge auf 63 Stimmen zu erweitern. In den Jahren 1924 bis 1938 erweiterte Zeggert systematisch die Orgel in der Magdalenenkirche auf 100 Stimmen, und im Jahre 1943 entwarf er den Plan zum Umbau des Hauptinstrumentes des Breslauer Doms, der römisch-katholischen Kathedrale St. Johannes des Täufers, welcher aber wegen der Kriegssituation nicht realisiert werden konnte. Im Jahre 1937 erfolgte die Erstellung des Konzeptes und der anschließende Umbau im Geiste der Orgelbewegung des Instrumentes in der Jahrhunderthalle, der damals größten Orgel der Welt, mit deren Erweiterung auf 222 Register.
Die Belagerung Breslaus durch die Rote Armee und seine Umsiedlung in der Nachkriegszeit beendete die Karriere Gerhard Zeggerts. Er verlor im Alter von 49 Jahren seinen Arbeitsplatz, die Möglichkeit zu konzertieren, sein kompositorisches Schaffen, die Stellung als Vertrauensmann und seinen einzigen Sohn. 1945 bis 1946 wohnte Zeggert zusammen mit Frau und beiden Töchtern in Bad Warmbrunn, wo er Kantor an der dortigen evangelischen Kirche war, einen Chor leitete und Orgelkonzerte veranstaltete: 12 Konzerte in Hirschberg, 25 in Bad Warmbrunn und dort außerdem zwei Aufführungen des Requiems von W. A. Mozart.
Im Jahre 1946 wurde die Familie zwangsweise aus Schlesien ausgesiedelt. Zeggert trat die Stelle eines Chorleiters und Aushilfsorganisten der Pfarrkirche in Rastede (Niedersachsen) an und hatte die Stelle des Kantors und Organisten der Kirche St. Georgen im Schwarzwald inne. Er veranstaltete Orgel- und Chorkonzerte und leitete ein Instrumentalensemble. Er veranstaltete auch Konzerte zusammen mit den Sinfonieorchestern Stuttgart und Reutlingen. In den Jahren 1947 bis 1966 dirigierte Zeggert einen Männersängerbund, mit dem er häufig auftrat, darunter auf dem Festival für Neue Musik in Donaueschingen und Ludwigsburg.
Gerhard Zeggert starb in Konstanz im Alter von 80 Jahren.

## Musikalisches Schaffen

### Konzerte
Neben gottesdienstlichen liturgischen Aktivitäten entfaltete Zeggert eine lebhafte Konzerttätigkeit, so die 428 „Montagskonzerte“, sowie Bach-Kantaten und Oratorienaufführungen zum Kirchenjahr. Von 1939 bis 1944 veranstalteten er, Otto Burkert und Gerhard Bremsteller die Orgel-Sommerkonzerte in der Breslauer Jahrhunderthalle.

### Kompositionen
Alle Kompositionen Zeggerts gingen während des Zweiten Weltkriegs verloren (es existierten nur Handschriften, nichts war in gedruckter Form herausgegeben). 2012 fand Tomasz Kmita-Skarsgård in der Bibliothek der Kantorei an St. Christophori Chorstimmen einer Messe in g-moll sowie zwei Choralbearbeitungen.

#### Werke für Orgel
- Fantasie und Fuge cis-moll
- Passacaglia e-moll
- Vaterländische Fantasie
- Vier Choralvorspiele:
  1. Allein Gott in der Höh’ sei Ehr’
  2. Ach, Gott und Herr
  3. Christe, du Lamm Gottes
  4. Alle Menschen müssen sterben

#### Werke für Kammermusik
- Adagio für Klarinette, Violoncello und Orgel

#### Messen und Kantaten
- Messe in g-moll für Sopran- und Alt-Solo, Chor und Orchester
- Maria Magdalena am Ostermorgen, Biblische Szene nach Johannes (Text: Joh 20, 11–18) für drei Solostimmen (Sopran, Alt, Tenor), Oratorienchor, zwei Violinen und Violoncello
- Jesus Christus unser Heiland
- Thomas, Biblische Szene
- Segne und Behüte für Knabenchor

#### Werke für Solo-Gesang
- Vier Gesänge für Baßstimme und Orgel
  1. Hüt’ vor dem Alltag (Text: C. Flaischlen)
  2. Ewige Nacht (Text: F. Grillparzer)
  3. Musst du ein Liebstes geben (Text: G. Schüller)
  4. Der Friedhof (Text: G. Schüller)
- Vier Gesänge für Sopranstimme und Orgel (Text: H. Hesse und G. Schüller)
  1. Geistliches Abendlied
  2. Am Abend
  3. Lass mich die Welt vergessen
  4. Das Lebenslied
- Vier Gesänge für Altstimme und Orgel (Text: G. Lehmann)
  1. Siehe, ich bin euch
  2. Bereitschaft
  3. Erwartung
  4. Nahes Ziel

#### Choralbearbeitungen
- Nun sich der Tag geendet hat für Frauenchor
- Segne und behüte uns für Frauenchor

## Patronat
Seit 2013 ist Gerhard Zeggert der Patron der Kantorei der St. Christophori-Kirche Breslau, welche nach ihrem einstigen Leiter den Namen „Zeggerteum“ trägt.